# Grand Port
Koordinaten: 20° 25′ S, 57° 38′ O
Grand Port ist ein Bezirk von Mauritius, der einen großen Teil des südöstlichen Gebiets der Insel umfasst. Seine Bezirkshauptstadt ist Mahébourg, die ehemalige Hauptstadt von Mauritius und die wichtigste Stadt des Bezirks. In Plaine Magnien, einer Stadt im Bezirk von Grand Port, wird der Inselflughafen betrieben.

## Geschichte
Grand Port wurde nach der Siedlung des alten Grand Port benannt, die die erste holländische Landestelle und der ersten Hafen der Insel war. Gebaut von Holländern und später übernommen von Franzosen, ist die Stadt ein Relikt der Kolonialvergangenheit der Insel.
1810 besiegte hier die französische Marine eine britische Flotte in der Seeschlacht von Grand Port.

## Gemeinden
Mauritius ist zu Verwaltungszwecken in Gemeinden („Village Council Areas“) (VCA) eingeteilt. Die folgende Tabelle nennt die VCA die (zumindest teilweise) im Distrikt Grand Port liegen. Die Grenzen der Distrikte sind nicht deckungsgleich mit denen der Gemeinden. Gemeinden sind daher teilweise zwei oder drei Distrikten zugeordnet. Im Distrikt Grand Port liegen 23 Gemeinden (VCA).
| Nr.  | Ortsname                         | Abgrenzung               |
| ---- | -------------------------------- | ------------------------ |
| 1501 | Bambous Virieux VCA              | 0                        |
| 1502 | Bananes VCA                      | 0                        |
| 1503 | Grand Bel Air VCA                | 0                        |
| 1504 | Bois des Amourettes VCA          | 0                        |
| 1505 | Cluny VCA                        | 0                        |
| 1506 | Grand Sable VCA                  | 0                        |
| 1507 | L’Escalier VCA                   | West im Distrikt Savanne |
| 1508 | Mahébourg VCA                    | 0                        |
| 1509 | Mare Chicose VCA                 | 0                        |
| 1510 | Mare d’Albert VCA                | 0                        |
| 1511 | Mare Tabac VCA                   | 0                        |
| 1512 | New Grove VCA                    | 0                        |
| 1513 | Nouvelle France VCA              | 0                        |
| 1514 | Old Grand Port VCA               | 0                        |
| 1515 | Plaine Magnien VCA               | 0                        |
| 1516 | Rivière des Créoles VCA          | 0                        |
| 1517 | Rivière du Poste VCA             | West im Distrikt Savanne |
| 1518 | Rose Belle VCA                   | 0                        |
| 1519 | St. Hubert VCA                   | 0                        |
| 1520 | Trois Boutiques (Union Vale) VCA | 0                        |
| 1521 | Union Park VCA                   | 0                        |
| 1522 | Beau Vallon VCA                  | 0                        |
| 1523 | Petit Bel Air VCA                | 0                        |

## Topographie
Der nördliche Teil des Bezirks ist hügelig mit bewaldeten Tälern und Flüssen. Der Ostteil erhebt sich allmählich zum Hauptplateau und besitzt ein kühles, gemäßigtes, für Teeplantagen geeignetes Klima. Der südliche Teil ist eine flache Ebene, auf deren Gebiet der internationale Flughafen liegt.

## Tourismus
Grand Port besitzt viele Hotels und Ferienorte, in denen die Touristen einen bequemen Aufenthalt verbringen können. Der bekannteste Strand des Bezirks ist Blue Bay, einer der feinsten Badepunkte der Insel, umgeben durch einen Halbkreis aus Filao-Bäumen. Auf der Südostküste gelegen, nicht weit von Mahébourg entfernt, besitzt Blue Bay einen weißen sandigen Strand und ein tiefes, klares, hellblaues Meer. Der Strand ist Teil des Ramsar-Feuchtgebietes Blue Bay Marine Park. Es gibt an der Küste auch Gelegenheit zu Yachtsport und Windsurfen. An vielen Orten lässt sich die Kolonialvergangenheit des Bezirks nicht verleugnen.